# Евдокимов, Владимир Иванович
Владимир Иванович Евдокимов (1918—2010) — российский химик, лауреат Менделеевской премии (1969).
В 1950-е гг. работал в ИОНХ, с 1956 г. (продолжая работать в ИОНХ по совместительству) - в президиуме АН СССР в качестве ученого секретаря Отделения химических наук, затем в качестве заместителя председателя Секции химико-технологических и биологических наук по оргвопросам, и Совете директоров Ногинского научного центра.
С 1964 года в Институте новых химических проблем АН СССР (Черноголовка): заместитель директора и одновременно заведующий лабораторией химии и технологии цветных и редких металлов, директор (до 1988 г.).
Доктор химических наук (1978). Тема докторской диссертации: «Химическая возгонка в металлургии и технологии неорганических веществ». 
Специалист в области химии твердого тела и химической переработки полиметаллического сырья.
Лауреат Менделеевской премии (1969). Дважды лауреат премии Совета Министров СССР.
Сочинения:
- Химическая возгонка: научное издание / В. И. Евдокимов. — М. : Знание, 1984. — 64 с. : ил. — (Новое в жизни, науке, технике: Химия ; 12/1984).